# ياسر بن سعيدان
ياسر حمد بن سعيدان من مواليد الرياض سنة 1977، أحد أبناء الشيخ حمد محمد بن سعيدان رجل الأعمال والعقاري المعروف، ياسر هو رجل أعمال، وبطل راليات سعودي. حصل على وسام الملك عبد العزير من الدرجة الأولى سنة 2013، كما فاز في نفس السنة بكأس العالم للراليات الصحراوية للفئة T3
 وحصل في سنة 2016 على المركز الثالث برالي داكار للعام 2016 عن الفئة T2 وفي ذات الفئة فاز ببطولة العالم للراليات الصحراوية 2017.

## مناصبه
يشغل ياسر العديد من المناصب، من بينها:
- عضو مجلس الإدارة بشركة حمد بن محمد بن سعيدان
- المدير التنفيذي لشركة مد بن محمد بن سعيدان
- نائب رئيس مجلس إدارة شركة بيت آل سعيدان
- مدير عام شركة سفا للسياحة
- عضو مجلس إدارة جمعية أعمال الخيرية
- عضو اللجنة التنفيذية لمؤسسة محمد بن عبد الله بن سعيدان الخيرية
- عضو مجلس إدارة جمعية أعمال لتنمية وتمويل الاسر المنتجة بالرياض
- مدير فريق عالم السباق

## الانجازات
حقق ياسر العديد من الإنجازات من بينها:
- حاصل على وسام الملك عبد العزيز من الدرجة الأولى، وعتبر خامس رياضي يحصل على وسام الملك عبد العزيز من الدرجة الأولى
- أول بطل عالم في رياضة السيارات بالمملكة العربية السعودية

## مسيرته الرياضية
| الرالي                                 | المركز        | السنة |
| -------------------------------------- | ------------- | ----- |
| رالي المغرب T2                         | المركز الأول  | 2017  |
| رالي هانقاريا T2                       | المركز الثاني | 2017  |
| رالي إيطاليا T2                        | المركز الأول  | 2017  |
| رالي كازاخستان T2                      | المركز الأول  | 2017  |
| رالي قطر - سيلين T2                    | المركز الأول  | 2017  |
| رالي أبو ظبي تحدي الصحراء T2           | المركز الأول  | 2017  |
| رالي دبي الدولي T2                     | المركز الثالث | 2017  |
| رالي روسيا T2                          | المركز الأول  | 2017  |
| رالي داكار T2                          | المركز الثالث | 2016  |
| رالي أبو ظبي T2                        | المركز الثالث | 2016  |
| رالي أبو ظبي تحدي الصحراء T2           | المركز الثاني | 2016  |
| رالي قطر - سيلين T2                    | المركز الأول  | 2016  |
| رالي إيطاليا باها T2                   | المركز الأول  | 2016  |
| رالي هانغاريا باها T2                  | المركز الأول  | 2016  |
| رالي المغرب T2                         | المركز الأول  | 2016  |
| بطولة كأس العالم للراليات الصحراوية T2 | وصيف البطل    | 2014  |
| رالي الفراعنة - مصر                    | وصيف البطل    | 2014  |
| رالي إسبانيا                           | المركز الأول  | 2014  |
| رالي أبو ظبي تحدي الصحراء T3           | المركز الأول  | 2013  |
| رالي المغرب T3 OILIBYA                 | المركز الأول  | 2013  |